# الحي الوطني الرياضي
الحي الوطني الرياضي (بالفرنسية: Cité National Sportive)‏ أو الحي الأولمبي (بالفرنسية: ِCité Olympique)‏ هي مدينتان رياضيتان تقع الأولى في مدينة المنزه التي تأسست سنة 1967 بهدف استضافة دورة ألعاب البحر الأبيض المتوسط 1967 وتقع الثانية في مدينة رادس والتي تأسست سنة 2001 بهدف استضافة دورة ألعاب البحر الأبيض المتوسط 2001

## نبذة
مؤسّسة الحي الوطني الرياضي
مؤسّسة عموميّة ذات صبغة غير إداريّة أحدثت سنة 1974 وذلك بموجب القانون عدد 101 لسنة 1974 المؤرّخ في 25 ديسمبر 1974.
وبمقتضى الأمر عدد 141 لسنة 2001 المؤرّخ في 05 جانفي 2001 تمّ ضبط التنظيم الإداري والمالي للحي الوطني الرياضي وكيفيّة تسييره.
وتتمثّل مهمّة الحي الوطني الرياضي في التصرّف واستغلال وصيانة المنشآت الرياضيّة الّتي تضعها تحت تصرّفه وزارة الشباب والرياضة.

### تـوقيت العمل بالحي الوطني الرياضي
التــوقيت الشتــوي:
- توقيت العمل لإطارات وأعوان الإدارة:
- من يوم الإثنين إلى يوم الخميس: من الساعة الثامنة صباحا إلى الساعة الرابعة والنصف مساءا
- يوم الجمعة: من الساعة الثامنة صباحا إلى الساعة الخامسة مساءا.
- توقيت العمل بمختلف المنشآت: من الساعة السابعة صباحا إلى الساعة الثامنة مساءا.

التــوقيت الصيفي:
- توقيت أعوان الإدارة: من الساعة السابعة صباحا إلى الساعة الثانية بعد الزوال.
- توقيت العمل بمختلف المنشآت: من الساعة السابعة صباحا إلى الساعة الثامنة مساءا.

#### كيفيّة الوصول إلى الحي الوطني الرياضي
- النقل العمومي والخاص: المترو الخفيف خط عدد 2 : (محطّة 10 ديسمبر)
- الحافلات: الشركة الوطنيّة للنقل " SNT " أرقام: 80 و 63 و  460 و 6B و B5 وحافلات شركتي  TUS   و CITY

#### كيفيّة الوصول إلى المدينة الرياضيّة برادس
- النقل العمومي عن طريق الشركة  الوطنيّة للنقل " SNT " أرقام 714 و 26 و 82
- محطّة الأرتال: محطّة رادس مليان

#### المأوى
تحيط المآوى بكلّ منشأة من منشآت الحي الوطني الرياضي والمدينة الرياضيّة برادس:
- عدد الإطارات الإداريّة: 58
- عدد أعوان التسيير: 224
- عدد أعوان التنفيد: 34

#### الجمعيّات التّابعة للحي
الجمعيّة الرياضيّة للحي:
تمّ إحداث هذه الجمعيّة خلال سنة 1994 في اختصاص الملاكمة والسباحة والكاراتي والتنس وكرة القدم وذلك لاستقطاب أكبر عدد ممكن من الطاقات الشابّة.
تعاونيّـة موظّفي وأعوان الحي:
بعثت هذه التعاونيّة سنة 2011 لتأطير ودعم موظّفي وأعوان وعملة الحي الوطني الرياضي ماديّا ومعنويّا.
الجمعيّة  المهنية للحي:
تم إحداث هذه الجمعية سنة 2013 شعارها الرياضة محبة.

## المدينة الرياضية بالمنزه

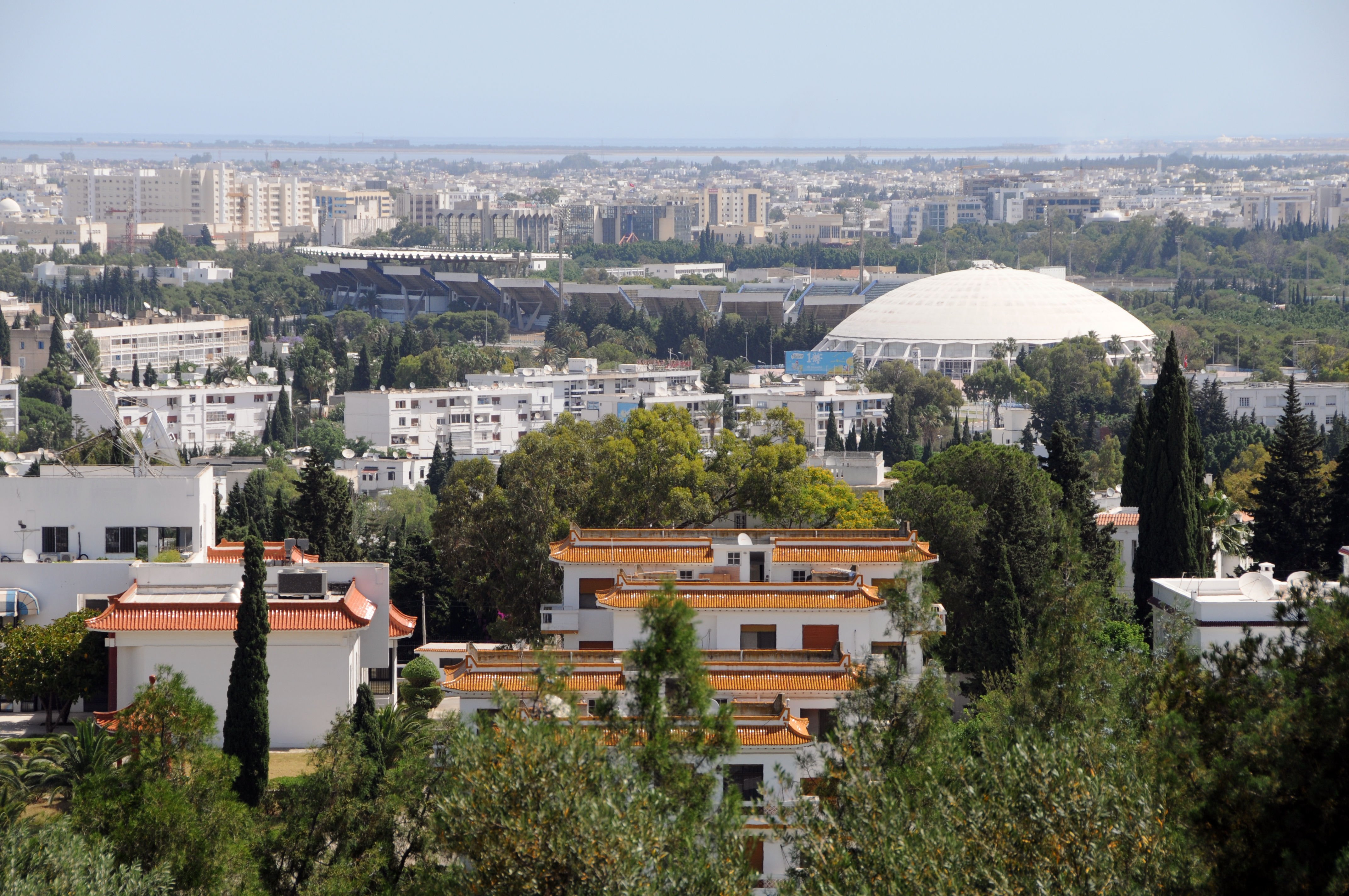
المدينة الرياضية بالمنزه

| الملعب الأولمبي بالمنزه | المنزهالحي الوطني الرياضي (Tunisia) | قصر الرياضة بالمنزه                |
|                         | المنزهالحي الوطني الرياضي (Tunisia) |                                    |
| السعة: 45,000           | المنزهالحي الوطني الرياضي (Tunisia) | السعة: 4.500                       |
| المسبح الأولمبي بالمنزه | المنزهالحي الوطني الرياضي (Tunisia) | الملعب الوطني لألعاب القوى بالمنزه |
|                         | المنزهالحي الوطني الرياضي (Tunisia) |                                    |
| السعة: 1,000            | المنزهالحي الوطني الرياضي (Tunisia) |                                    |

### الملعب الأولمبي بالمنزه

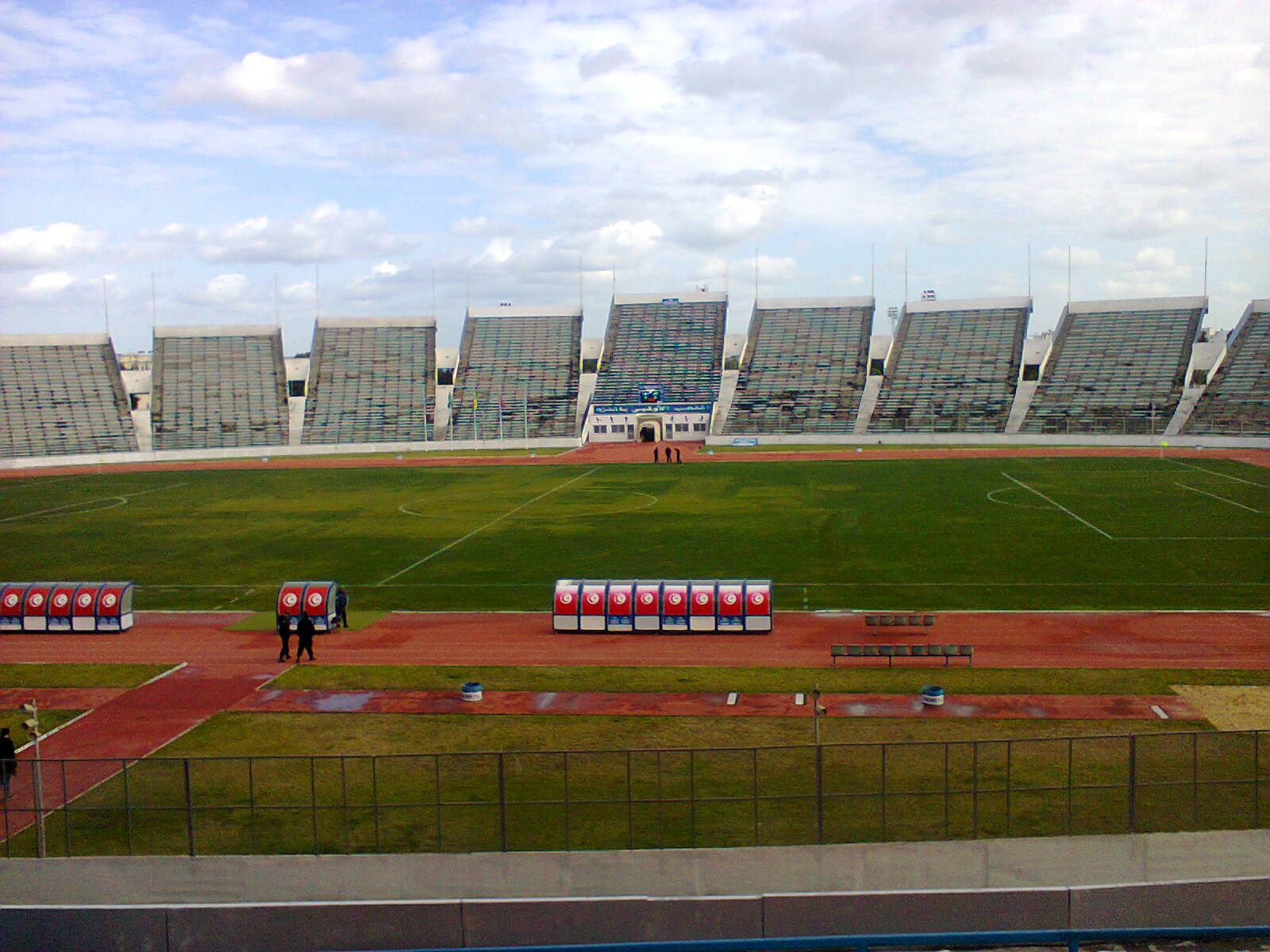
منظر داخلي للملعب

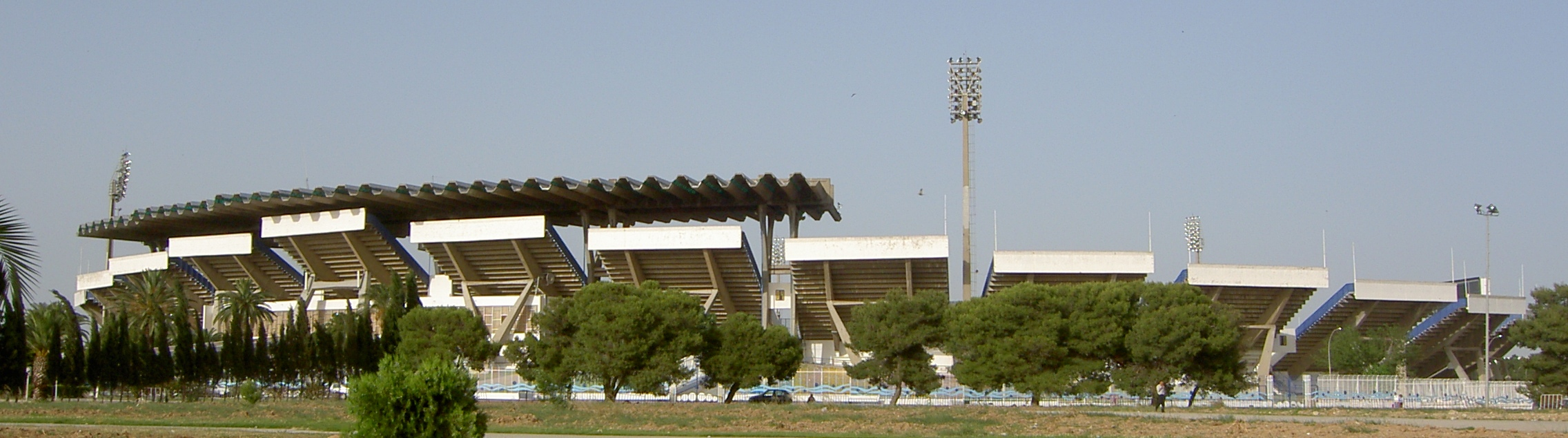
منظر خارجي للملعب

الملعب الأولمبي بالمنزه ملعب رياضي متعدد الاختصاصات يقع بالمنزه بتونس. تم إنشاء الملعب سنة1967 بمناسبة ألعاب البحر الأبيض المتوسط على أنقاض ملعبيونغ بيريز. تبلغ طاقة استيعابه 45000 متفرج.
وقعت تهيئته سنة 1994 لاحتضان كأس الأمم الأفريقية لكرة القدم كما استقبل البطولة ذاتها سنة 2004.ظل الملعب الأولمبي بالمنزه ملعب العاصمة الرئيسي إلى حين إنشاء ملعب 7 نوفمبر برادس سنة 2001. فريقان من العاصمة هما الترجي الرياضي التونسي والنادي الإفريقي يستقبلان منافسيهما في هذا الملعب. شهد هذا الملعب أيضا بعض العروض الموسيقية أبرزها حفل مايكل جاكسون (أكتوبر 1996) وماريا كاري (جويلية2006).

### قصر الرياضة بالمنزه

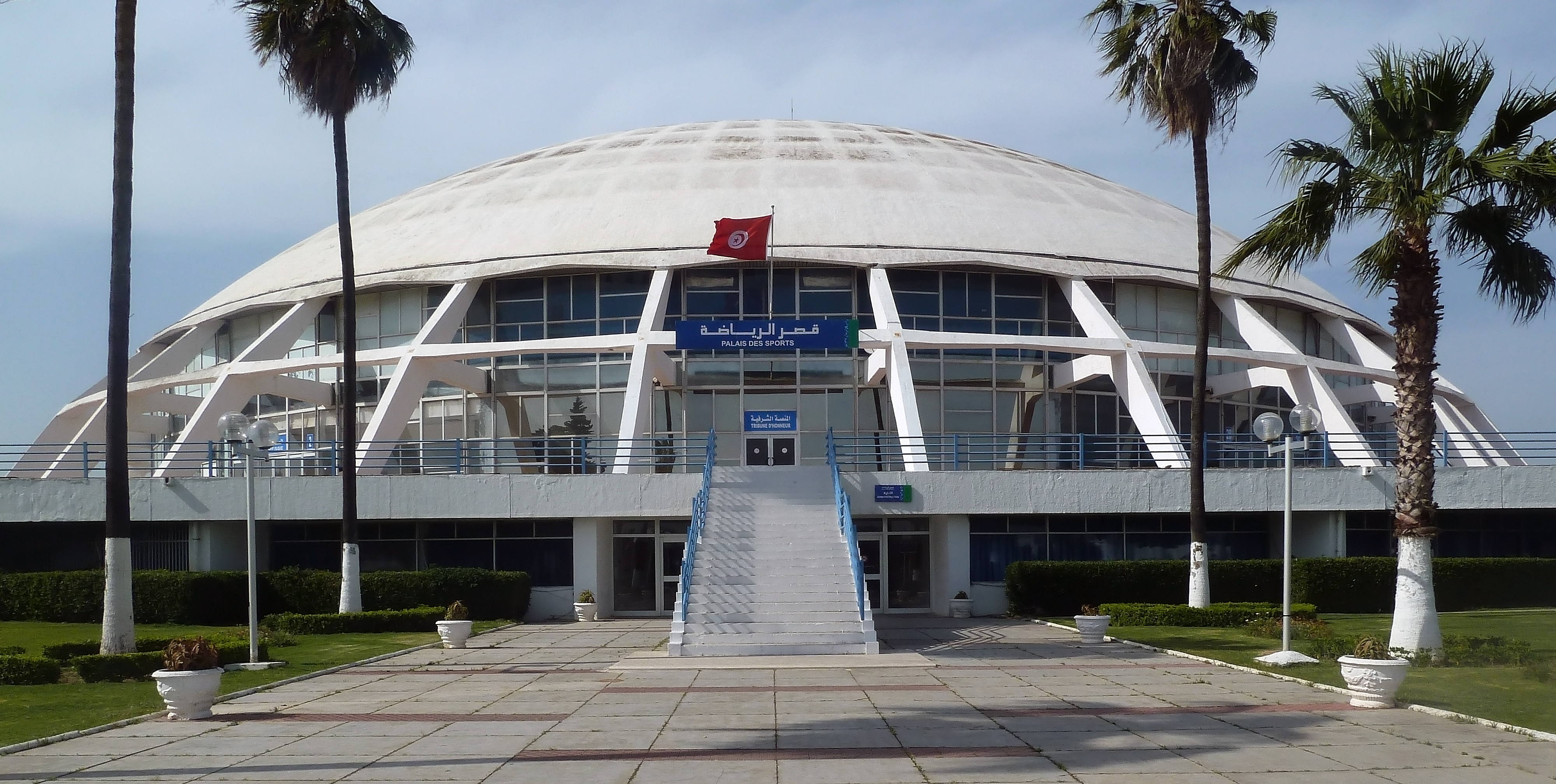
قصر الرياضة بالمنزه

قصر الرياضة بالمنزه ويعرف أكثر باسم القبة، هي القاعة الرياضية الرئيسية في العاصمة التونسية. أنشأت القاعة على غرار المدينة الرياضية التي تحتضنها بمناسبة تنظيم تونس للألعاب المتوسطية 1967. أصبحت القبة منئذ القاعة الرئيسية لإقامة مباريات كرة اليد وكرة السلة والكرة الطائرة المحلية والدولية بالعاصمة. استعملت القبة أيضا منذ سنواتها الأولى لإقامة حفلات غنائية على غرار حفلة أم كلثوم عام 1968 كما استعملت لتجمعات سياسية ونقابية في عهد الحبيب بورقيبة واستعملها من بعده بن علي في إطار اجتماعات للتجمع الدستوري الديمقراطي أو في مناسبات رسمية. في 2001 افتتحت القاعة المغطاة برادس في الضاحية الجنوبية كأكبر قاعة رياضية في البلاد إلا أن هذا لم يمنع القبة من مواصلة استضافة النشاطات الرياضية والثقافية الهامة. بعد الثورة التونسية أصبحت القبة مع قصر المؤتمرات الفضاء الأول لإقامة الاجتماعات الحزبية على غرار الحزب الديمقراطي التقدمي وحركة النهضة والقطب الديمقراطي الحداثي  والجبهة الشعبية  كما استضافت لقاءات برئيس الوزراء الفلسطيني المقال إسماعيل هنية والداعتين السلفيين وجدي غنيم ومحمد حسان. تحتضن القبة مركزا طبيا رياضيا وقاعتين للمؤتمرات وتبلغ طاقة استيعاب مدارجها 4.500 متفرج.

## المدينة الرياضية برادس

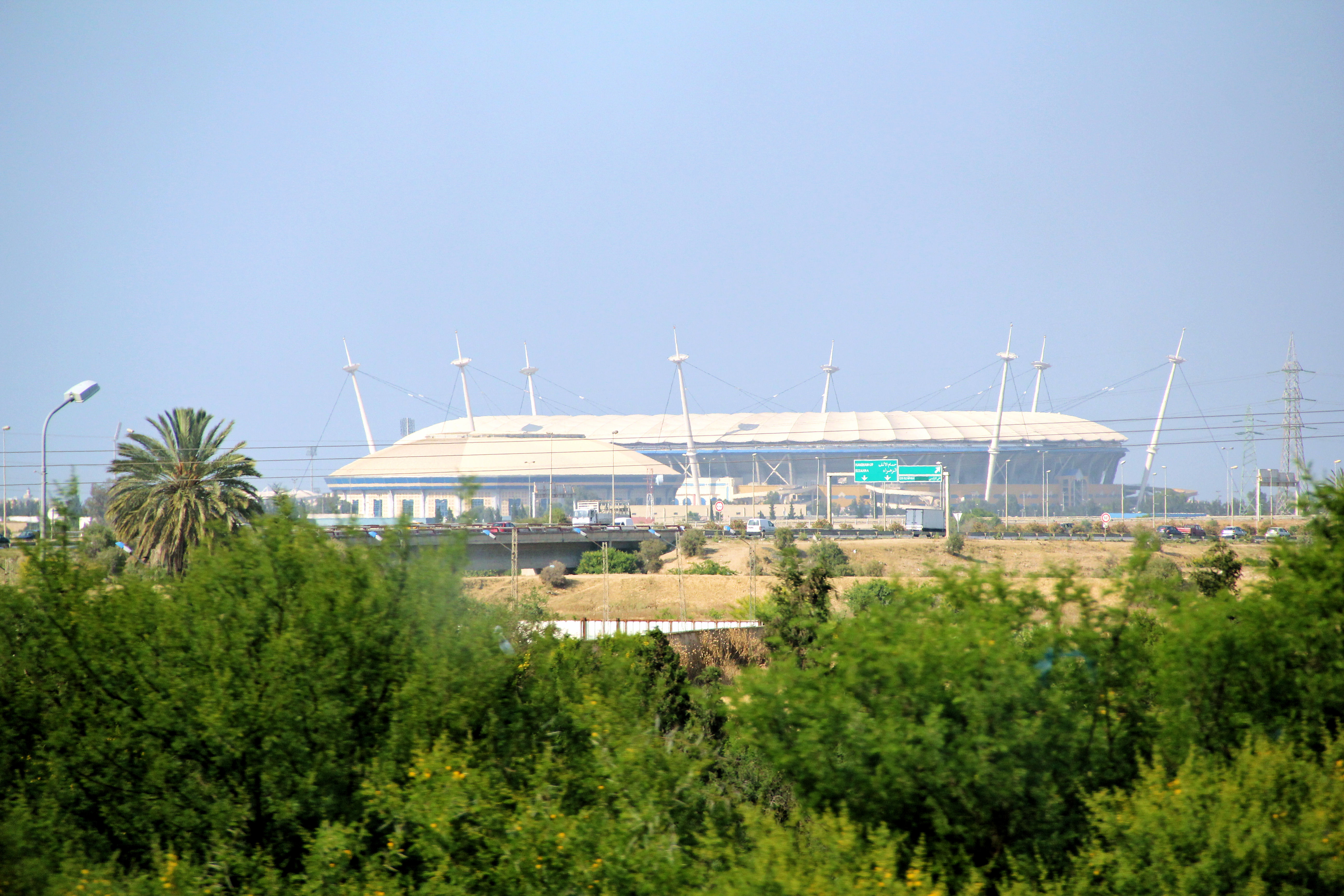
المدينة الرياضية برادس

### المواصفات
مواصفات الحي الوطني الرياضي:
| المنشـآت                                                                            | المســاحة | عدد المقــاعد | تاريخ التدشين |
| ----------------------------------------------------------------------------------- | --------- | ------------- | ------------- |
| الملعب الأولمبي برادس لكرة القدم                                                    | 11 هــ    | 60.000        | جويلية 2001   |
| المسبح الأولمبي - مسبح (25 x 50م) مغطى - مسبح (25 x 50م)                            | 2هــ      | 600 600       | جويلية 2001   |
| الملعب الوطني لألعاب القوى                                                          | 4 هــ     | 5000          | جويلية 2001   |
| الملاعب الفرعيّة لكرة القدم                                                          | 4 هــ     | _             | جويلية 2001   |

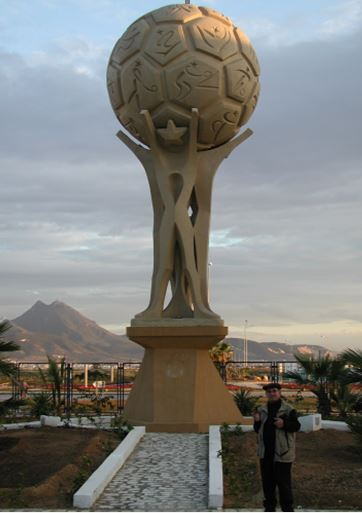
نصب تذكاري بمناسبة إستضافة دورة ألعاب البحر الأبيض المتوسط 2001

| القاعة المتعدّدة الإختصاصات (82 x 33م) الإختصاصات (كرة السلّة، كرة الطائرة وكرة اليد) | 3 هــ     | 12000         | 2005          |

### المنشآة الرياضية
| الملعب الأولمبي برادس          | رادسالحي الوطني الرياضي (Tunisia) | الملعب الوطني لألعاب القوى |
|                                | رادسالحي الوطني الرياضي (Tunisia) |                            |
| السعة: 60,000                  | رادسالحي الوطني الرياضي (Tunisia) | السعة: 5,000               |
| القاعة متعددة الاختصاصات برادس | رادسالحي الوطني الرياضي (Tunisia) | المسبح الأولمبي برادس      |
| منظر داخلي للقاعة              | رادسالحي الوطني الرياضي (Tunisia) |                            |
| السعة: 000 14                  | رادسالحي الوطني الرياضي (Tunisia) | السعة: 5,000               |

### الملعب الأولمبي برادس

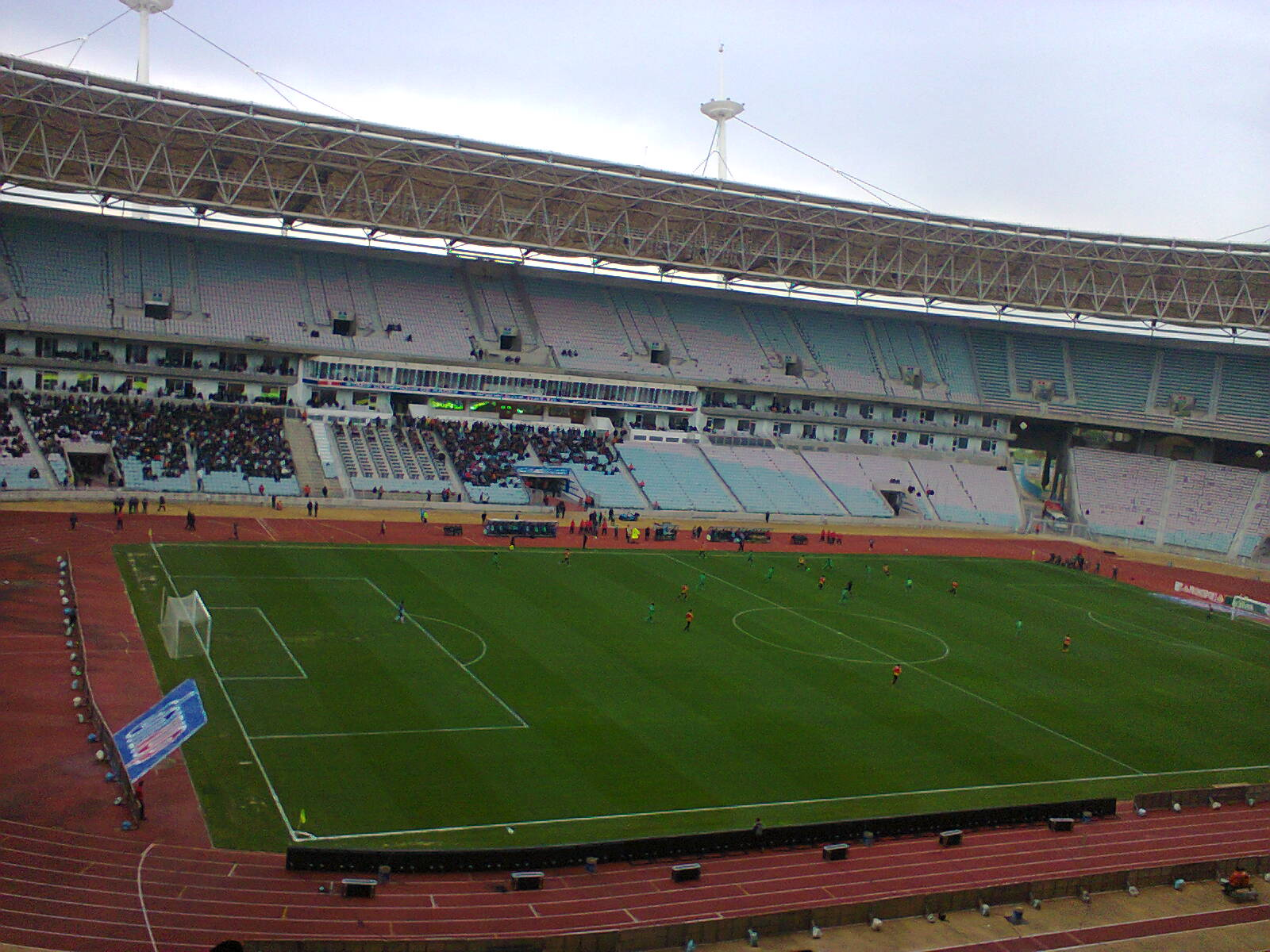
منظر داخلي للملعب

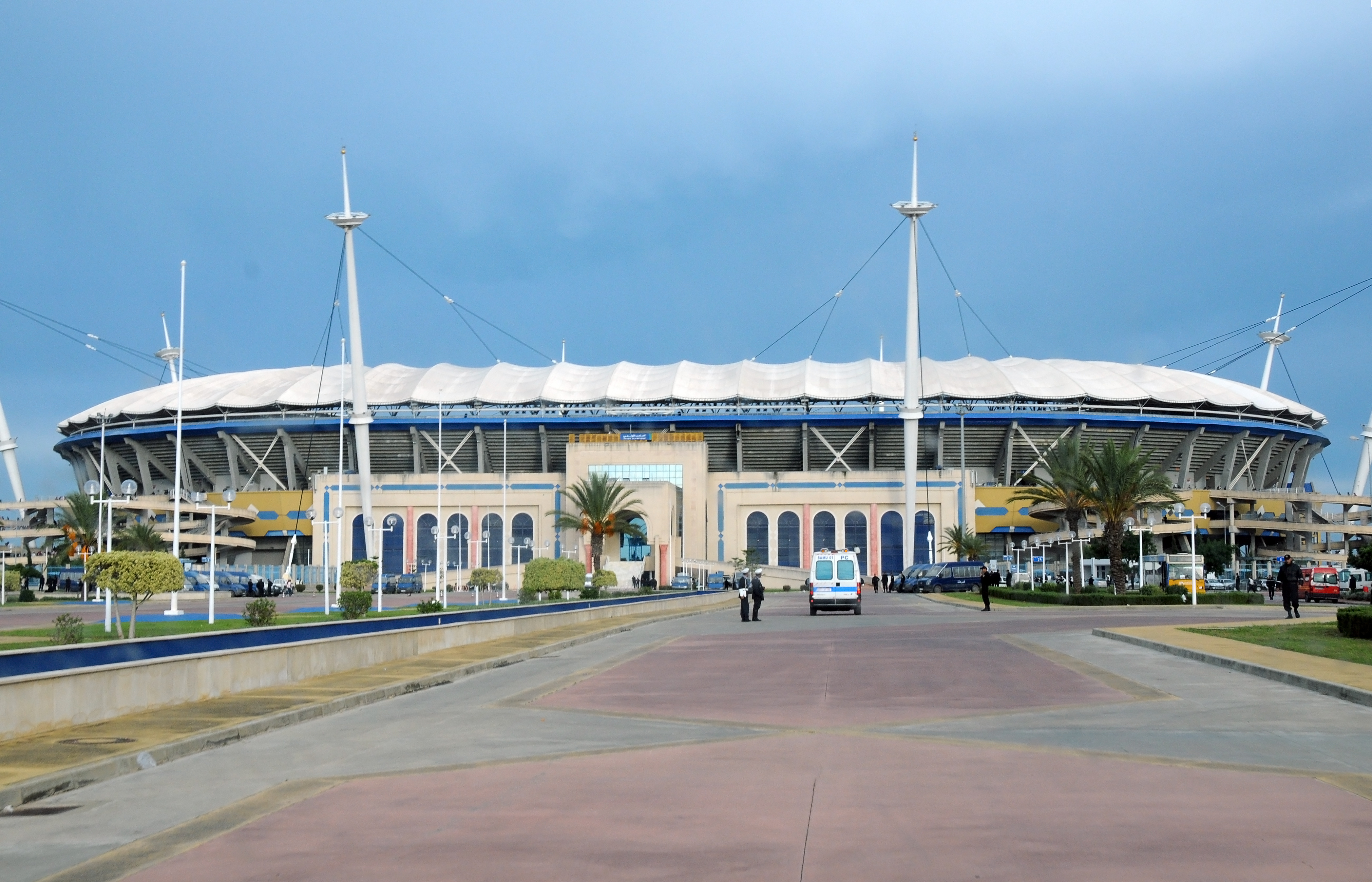
منظر خارجي للملعب

الملعب الأولمبي برادس هو ملعب وطني رياضي متعدد الاختصاصات يقع بالحي الأولمبي برادس بالضاحية الجنوبية لمدينة تونس. تم تم إنشاؤه عام 2001 لاحتضان الألعاب المتوسطية 2001. تتسع مدارجه المغطاة لـ 60.000 متفرج، وهو يمسح 13.000 م2، وهو يضم ميدانًا رئيسيًا و3 ملاعب فرعية وقاعتي إحماء وسبّورتين لامعتين ومنصة شرفية تتسع لـ 7.000 متفرج ومنصة صحفية بها 300 مكتب. تم تدشينه في جويلية 2001 باحتضان نهائي كأس تونس لكرة القدم بين النادي الرياضي لحمام الأنف والنجم الرياضي الساحلي (1-0). يلعب فيه النادي الإفريقي والترجي الرياضي التونسي أهم مبارياتهما من الرابطة التونسية المحترفة لكرة القدم، وهو أيضا الملعب الرسمي لمنتخب تونس لكرة القدم منذ عام 2001. احتضن الملعب الأولمبي برادس مباريات من كأس الأمم الأفريقية لكرة القدم 2004 التي تحصل عليها منتخب تونس لكرة القدم. حمل الملعب اسم ملعب السابع من نوفمبر برادس نسبة إلى تاريخ تولي الرئيس التونسي زين العابدين بن علي الحكم سنة 1987، ثم أصبح الملعب الأولمبي برادس إثر الثورة التونسية التي انهت حكم بن علي عام 2011.

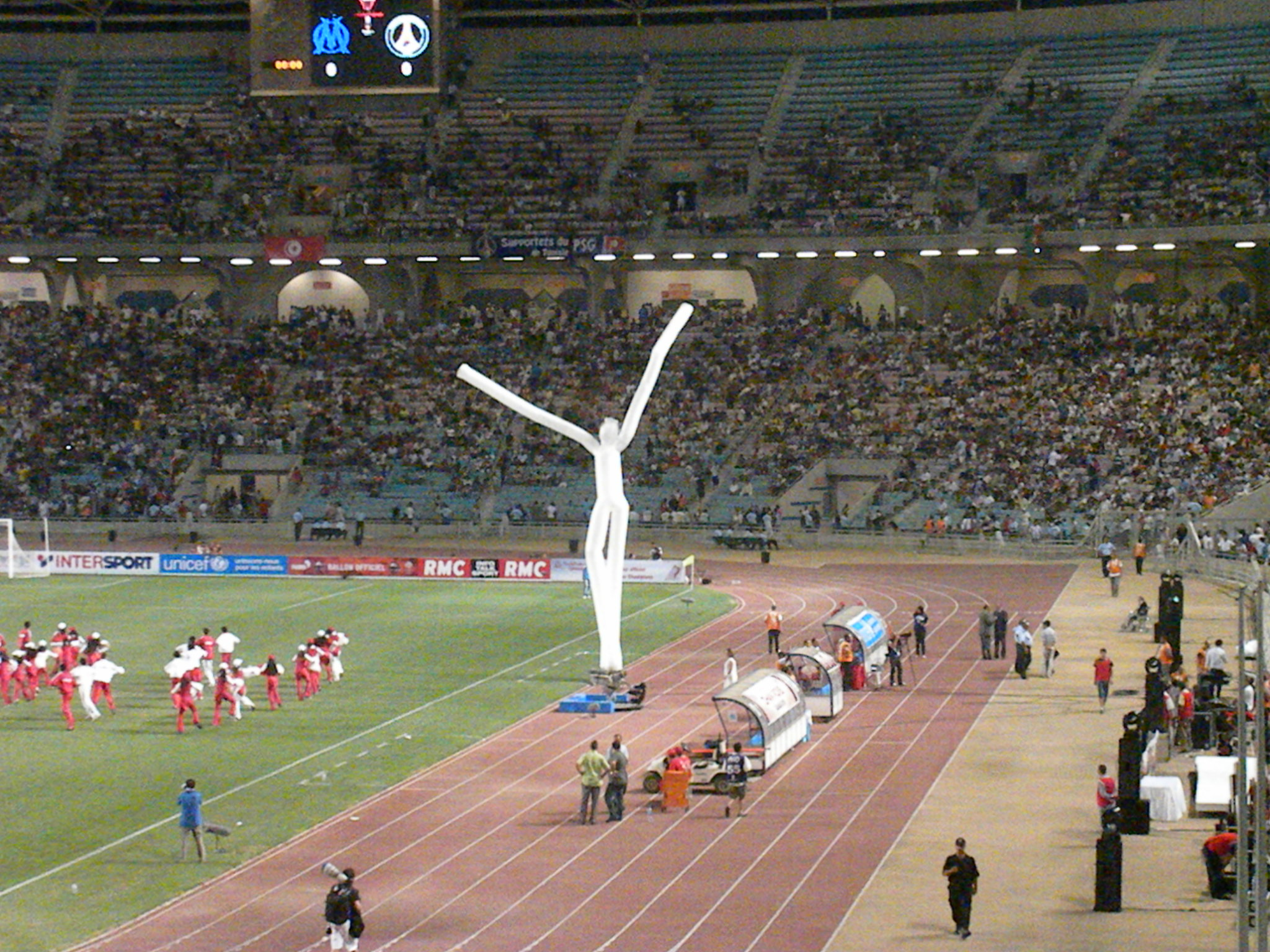
مباراة نهائي كأس الأبطال الفرنسي أولمبيك مارسيليا و باريس سان جرماين 2010
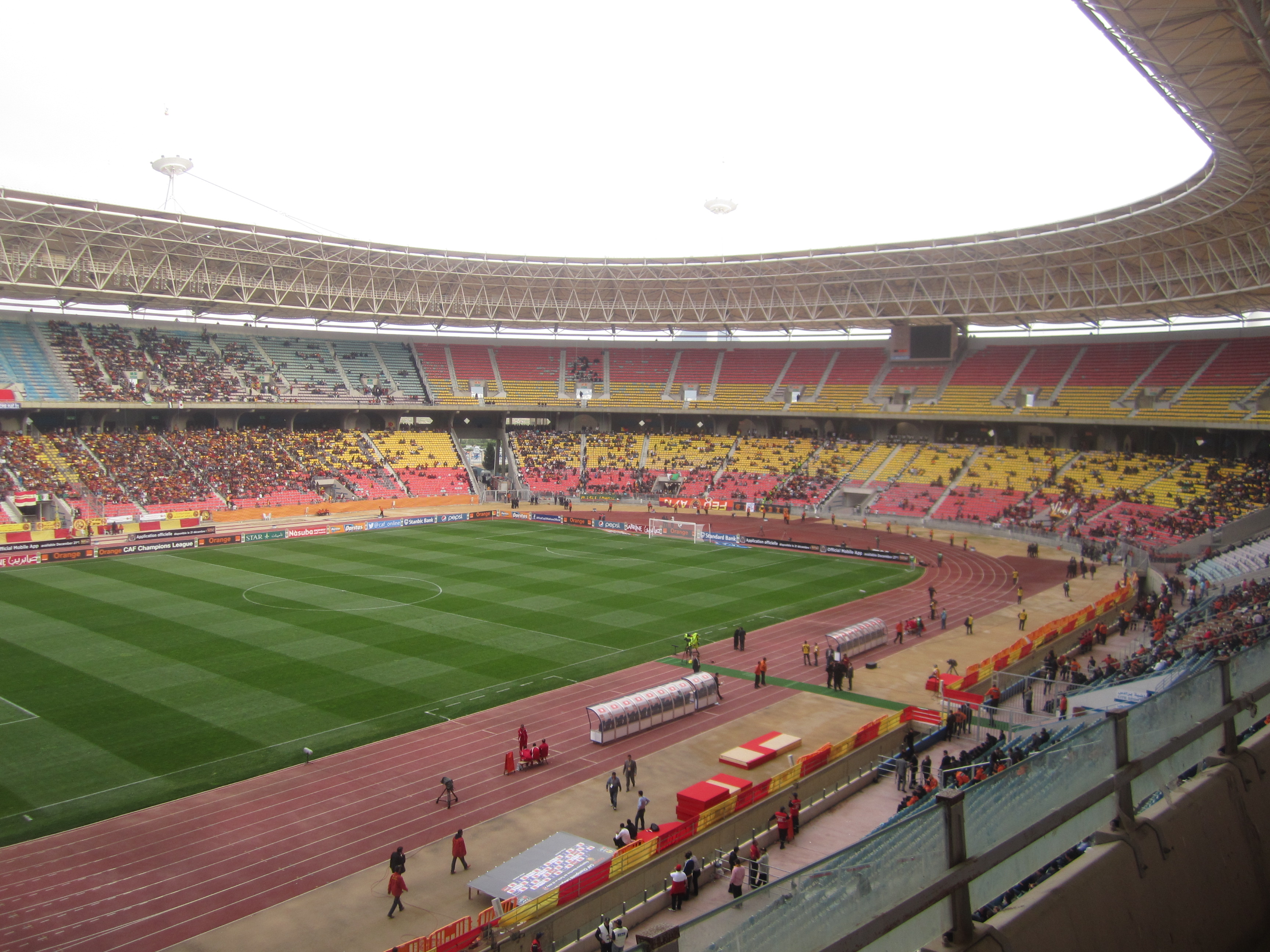
الملعب في نهائي دوري أبطال أفريقيا 2011
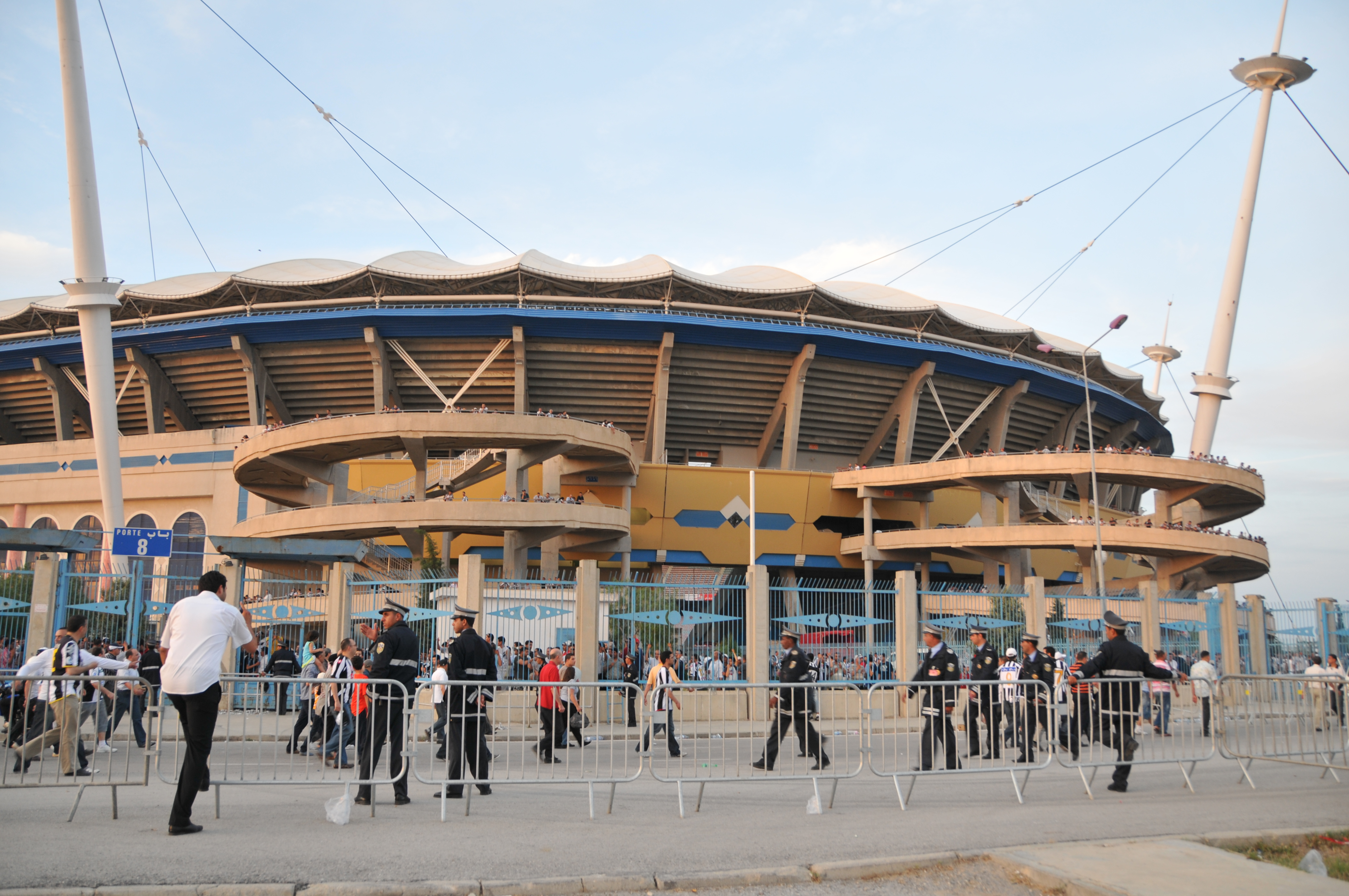
أدراج الملعب الخارجية الملتوية
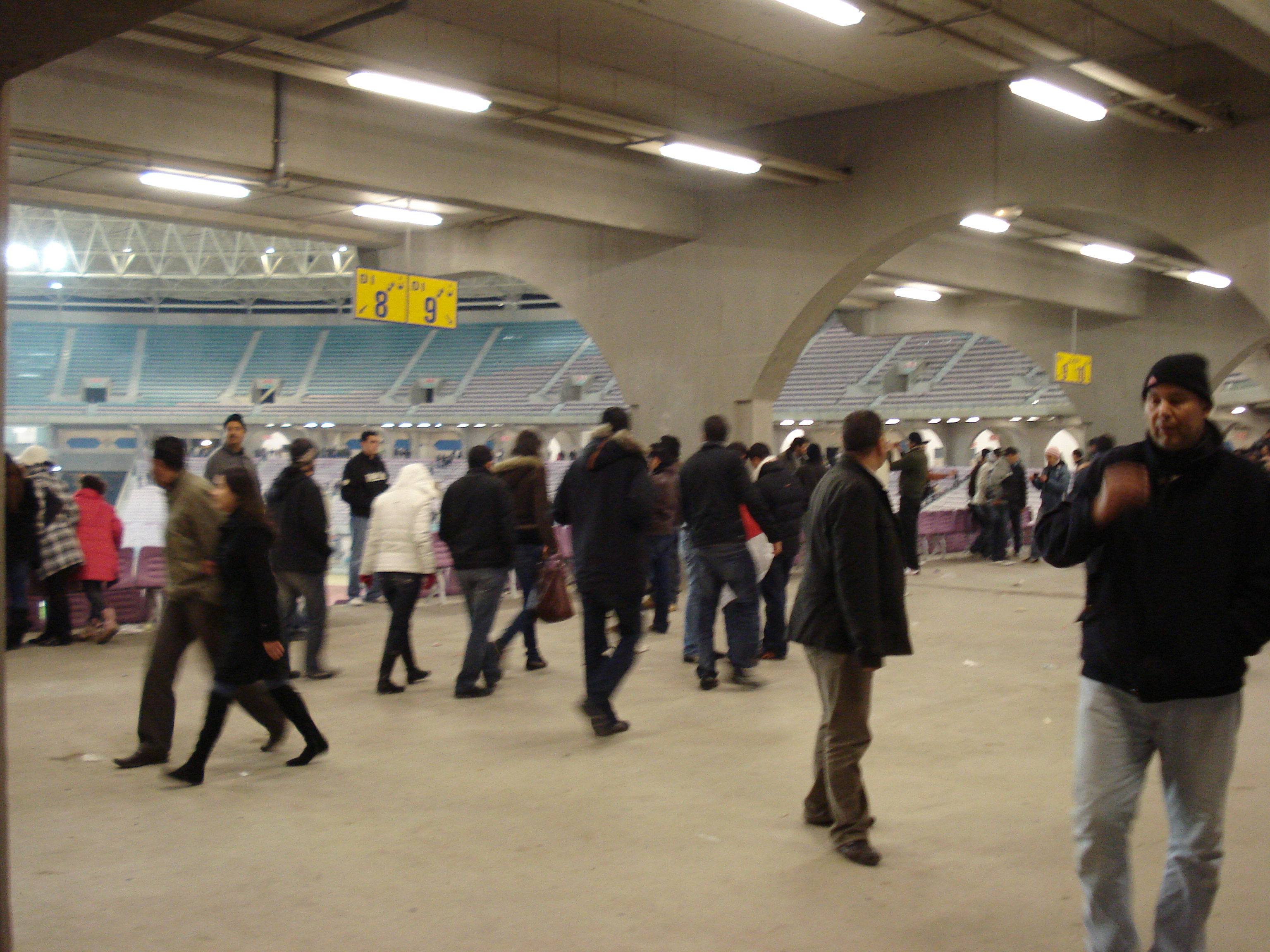
منطقة مابين المدرجات العليا و السفلى
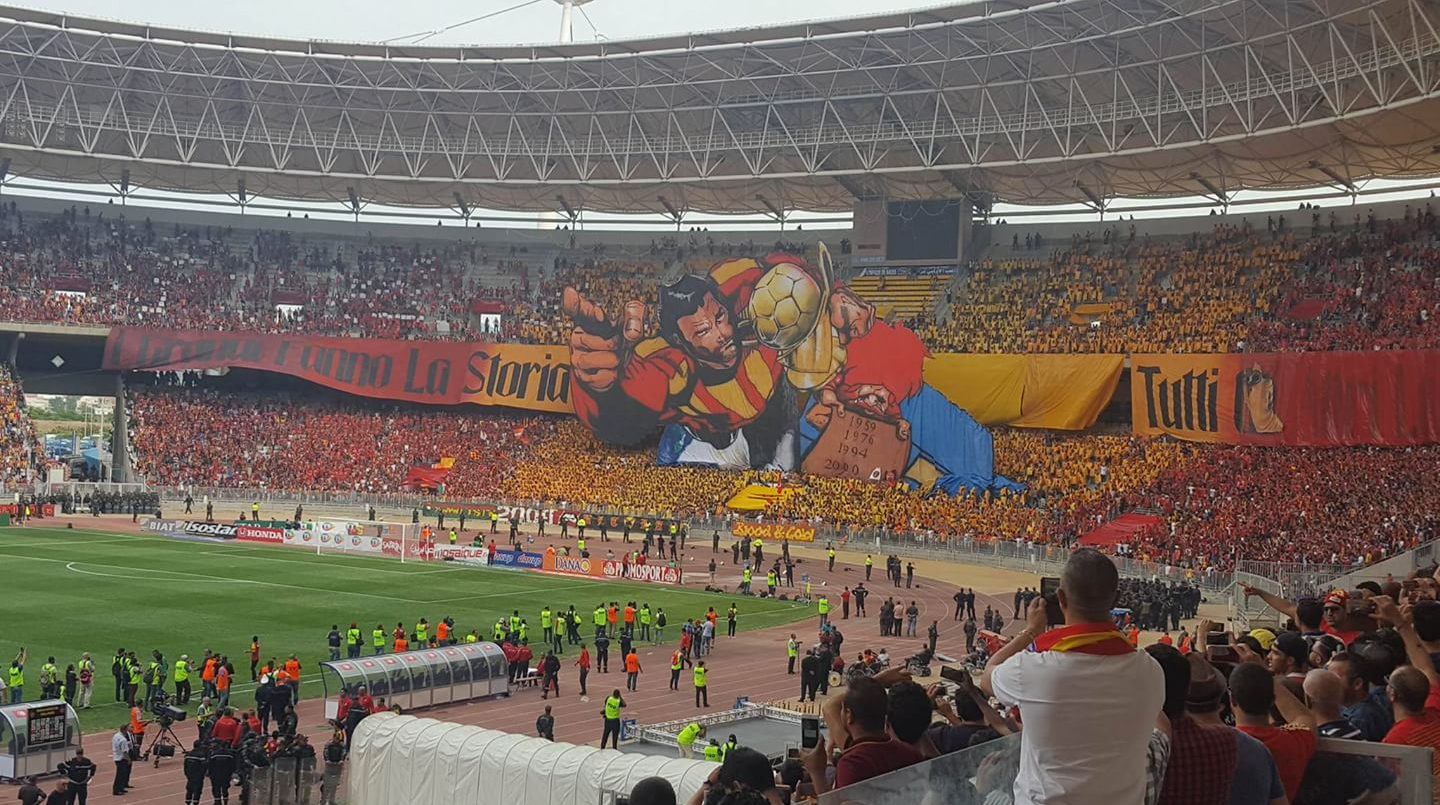
تيفو الترجي الرياضي التونسي نهائي البطولة التونسية 2017
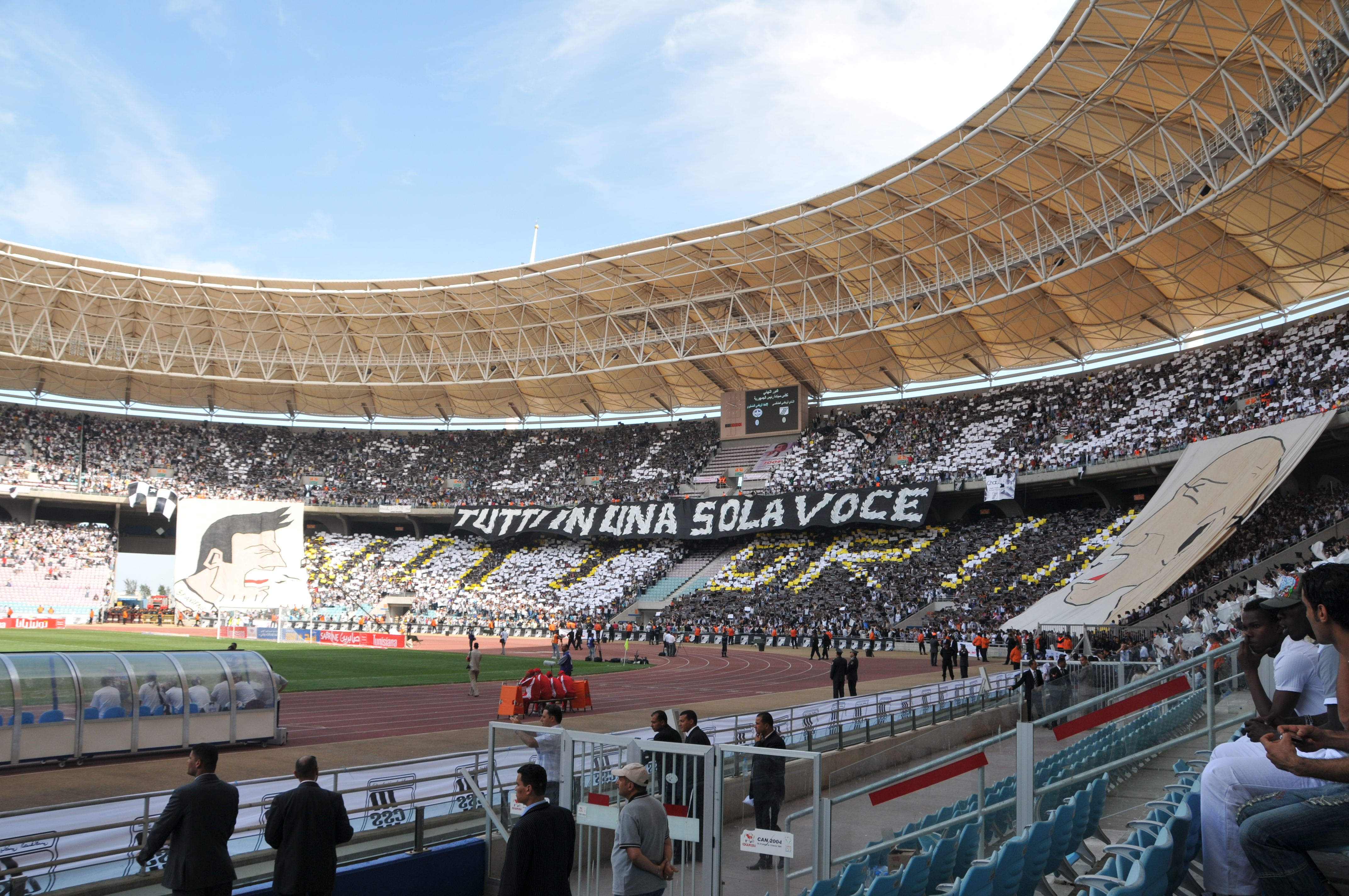
تيفو النادي الرياضي الصفاقسي نهائي كأس تونس 2009
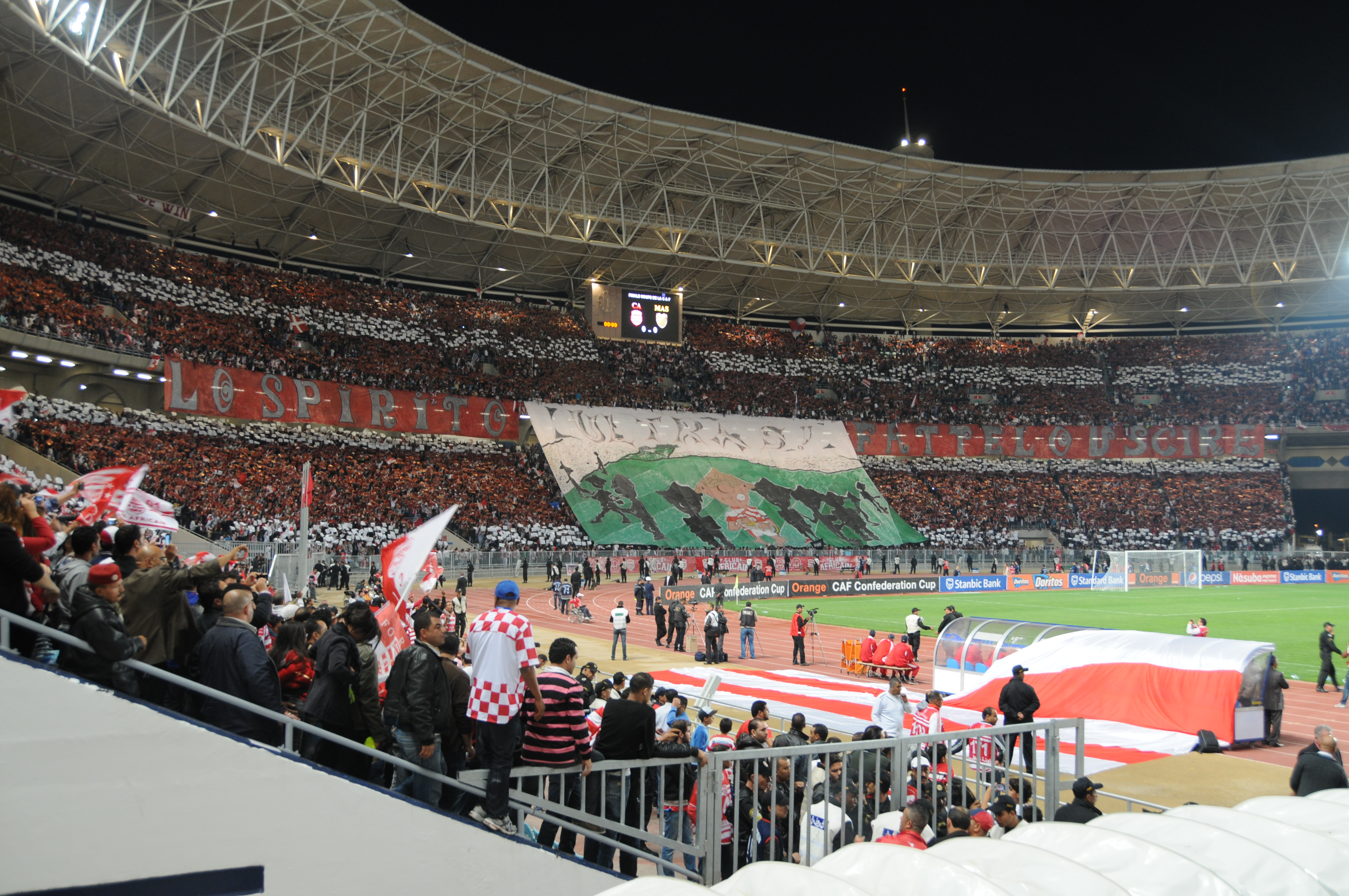
تيفو النادي الإفريقي نهائي كأس الكونفدرالية 2011

### القاعة متعددة الاختصاصات برادس

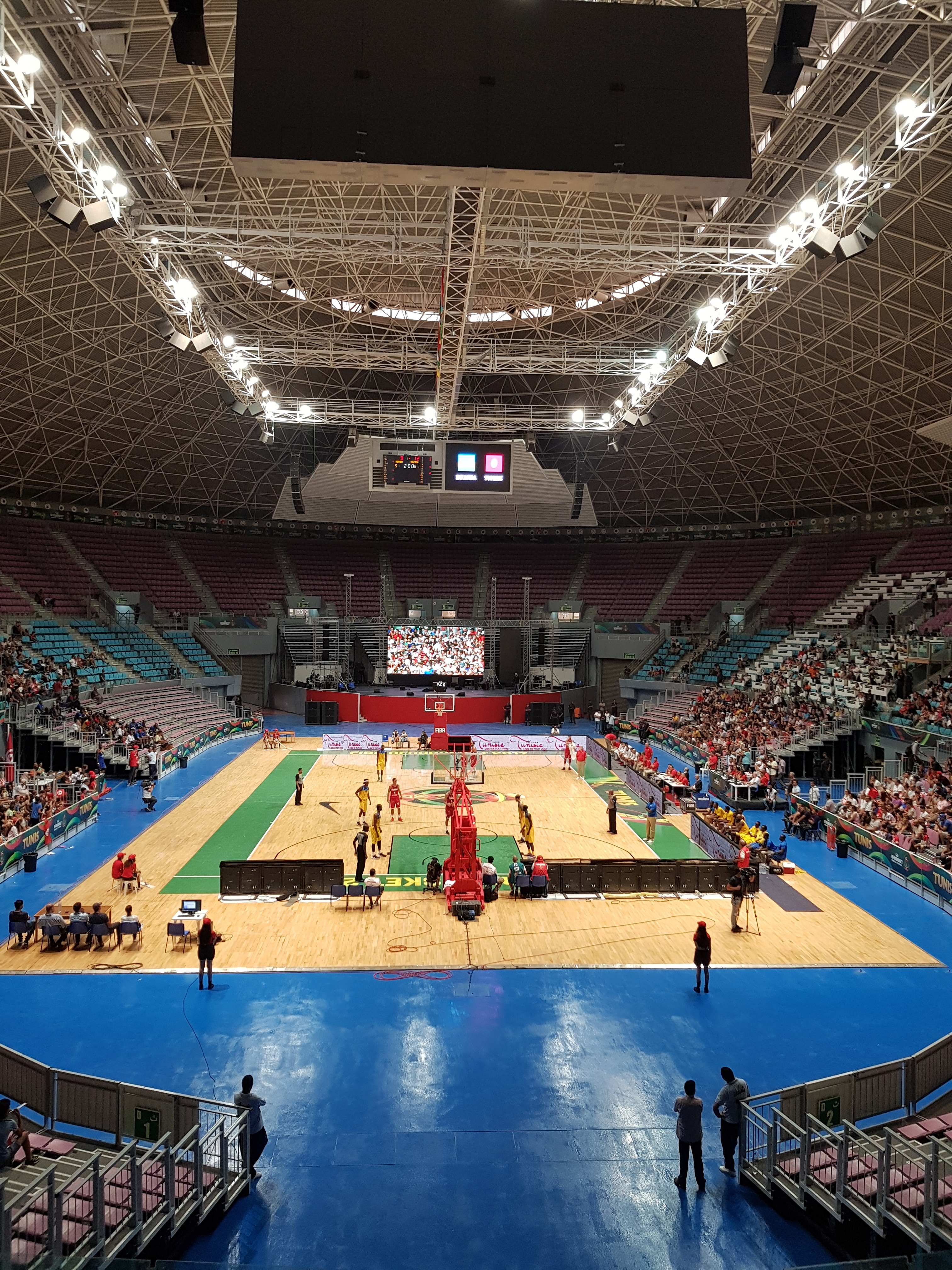
منظر داخلي للقاعة

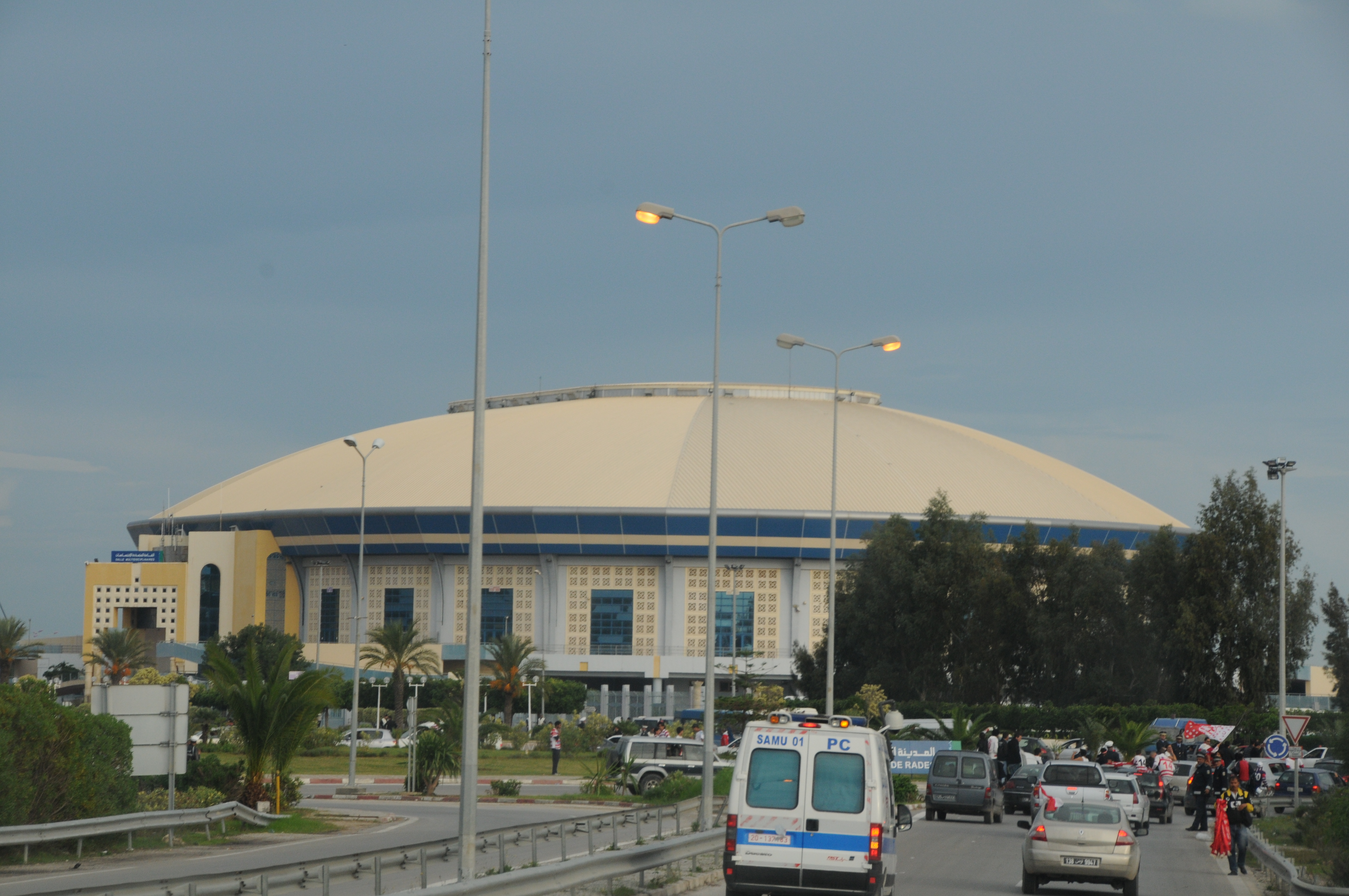
منظر خارجي للقاعة

القاعة متعددة الاختصاصات برادس أو قصر الرياضة 14 جانفي أو القاعة الرياضية برادس (بالفرنسية: Salle Omnisport de Rades أو Palais des sports du 14-Janvier) وسابقا قصر الرياضة 7 نوفمبر هي قاعة رياضية تونسية تقع في مدينة رادس في ضواحي تونس العاصمة. تقع القاعة في قلب المدينة الأولمبية، وذلك بجانب الملعب الأولمبي برادس - 14 جانفي. تم إنشاء القاعة بمناسبة بطولة العالم لكرة اليد للرجال 2005 المقامة في تونس ويتسع أنذاك ل000 14 شخص. استضاف أيضا بطولة أفريقيا لكرة اليد للرجال في 2006، وكذلك يستقبل سنويا نهائي كأس تونس لكرة اليد للرجال. في 2014 شهد أشغال توسعة وتم افتتاحه ثانية في يوليو 2015 بطاقة استيعاب 000 17 وفي أغسطس 2015 استقبل بطولة أمم أفريقيا لكرة السلة 2015. قبل الثورة التونسية، استقبلت القاعة اجتماعات حزب التجمع الدستوري الديمقراطي الحاكم والذي يرأسه الرئيس زين العابدين بن علي، ولذلك كانت تسمى «قصر الرياضة 7 نوفمبر»، وذلك في إشارة إلى إنقلاب 7 نوفمبر 1987 الذي وصل به بن علي للحكم. ولكن بعد الثورة التونسية، أصبح إسمها «قصر الرياضة 14 جانفي» في إشارة إلى تاريخ الثورة التونسية 14 يناير 2011.

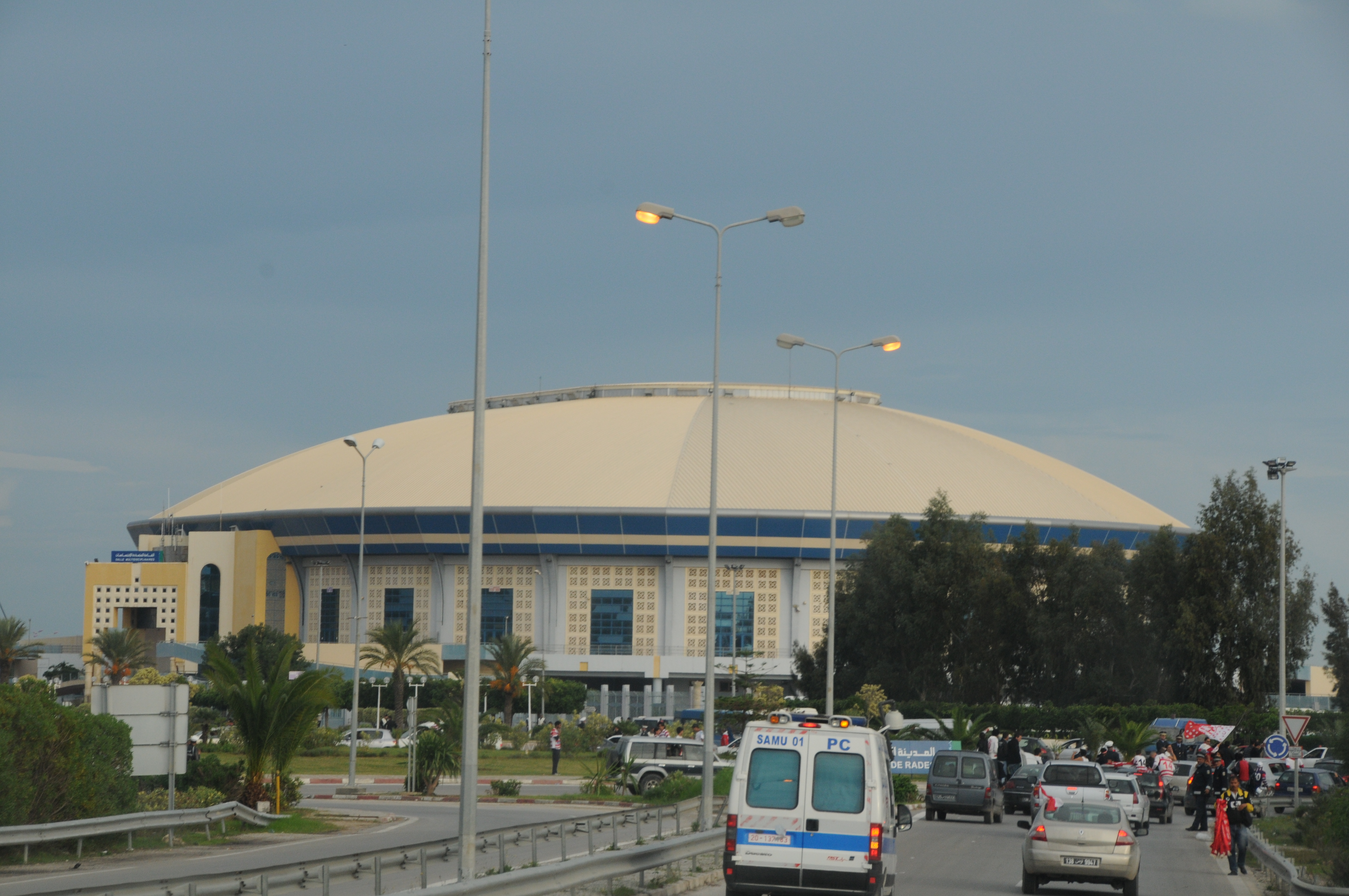
صورة خاريجية للقاعة
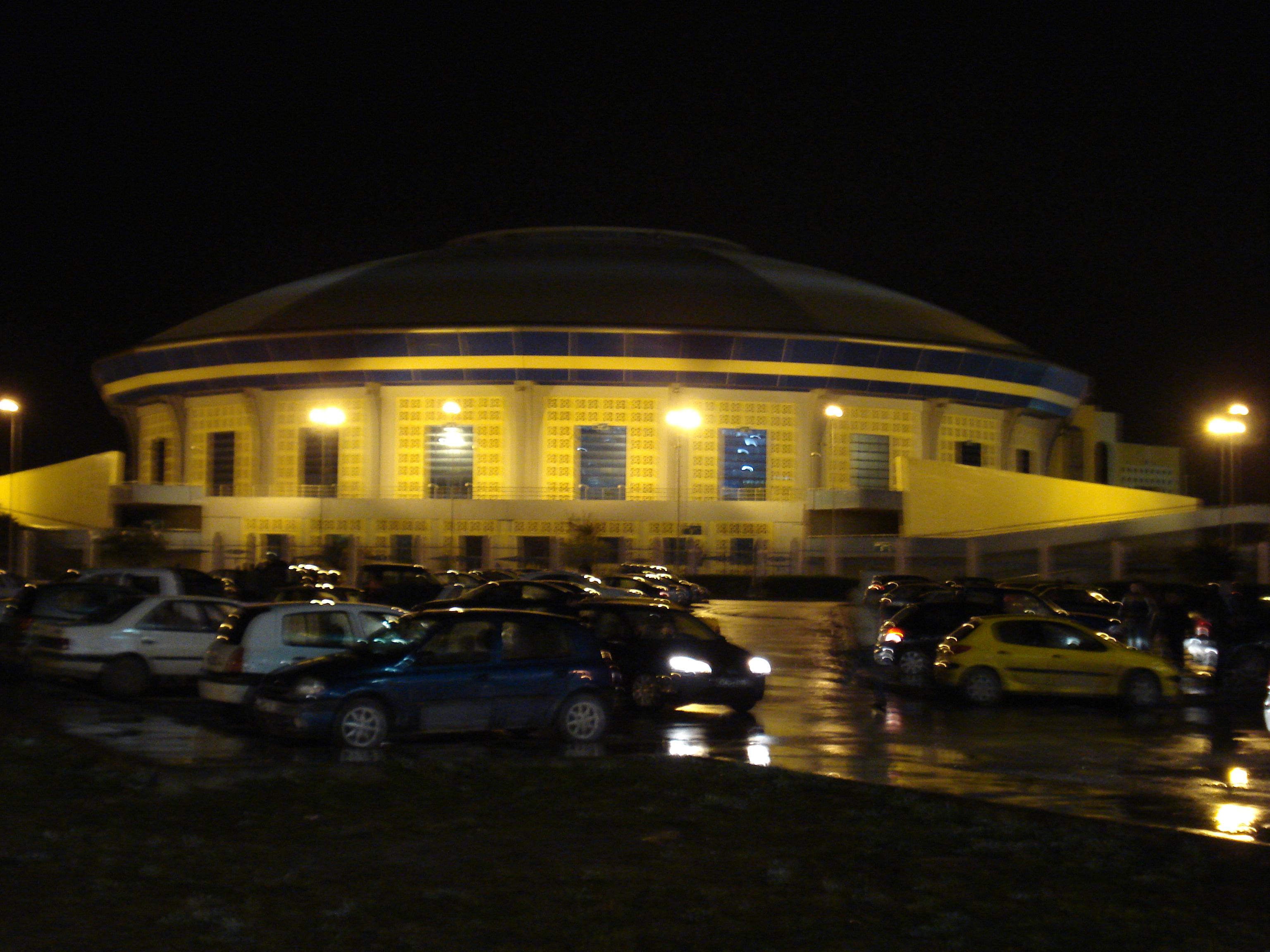
القاعة أثناء نهائي كأس الأمم الأفريقية لكرة السلة 2017 و التي فازة بها تونس ضد نيجيريا
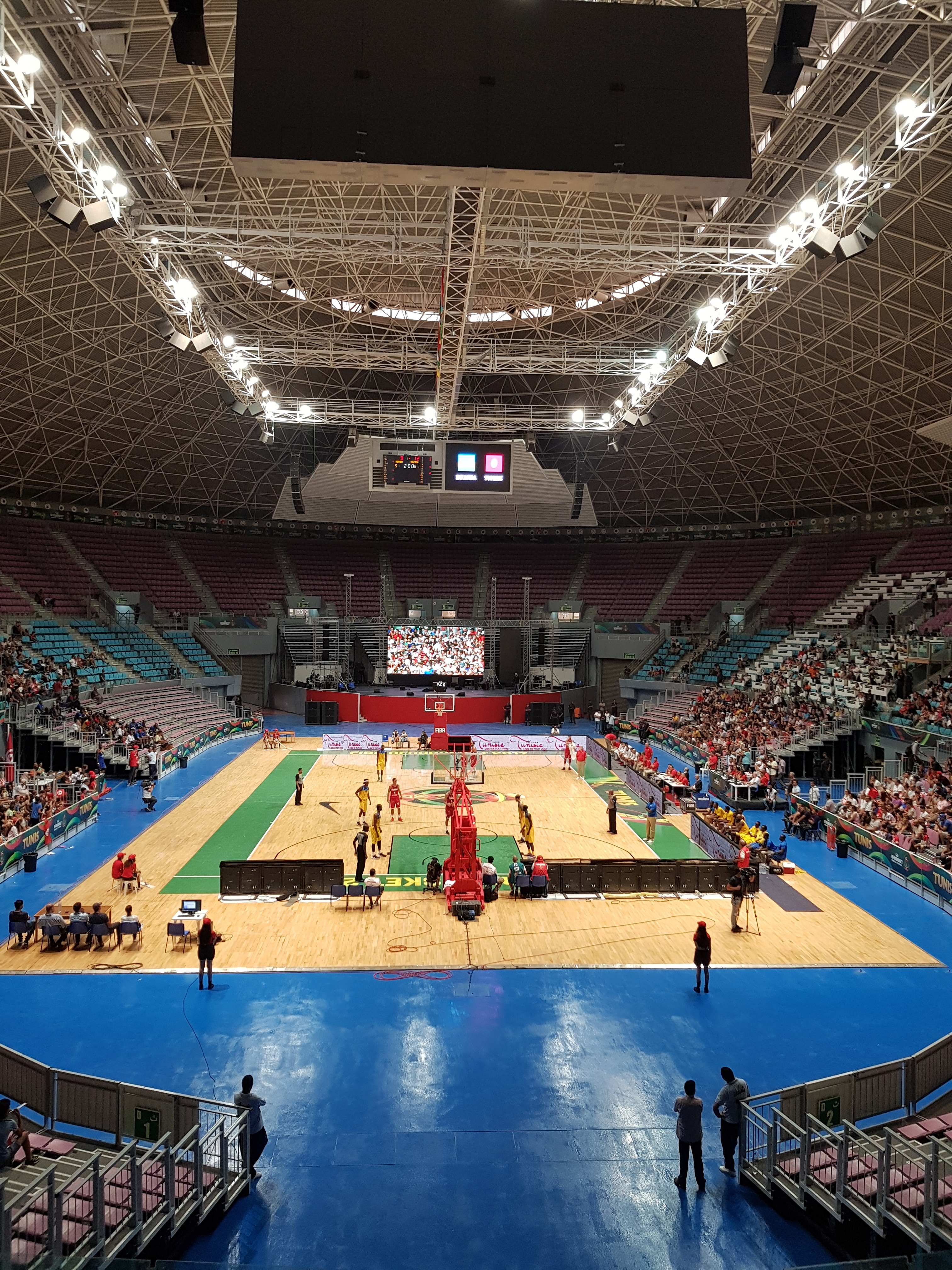
صورة داخلية للقاعة

### الملعب الوطني لألعاب القوى برادس

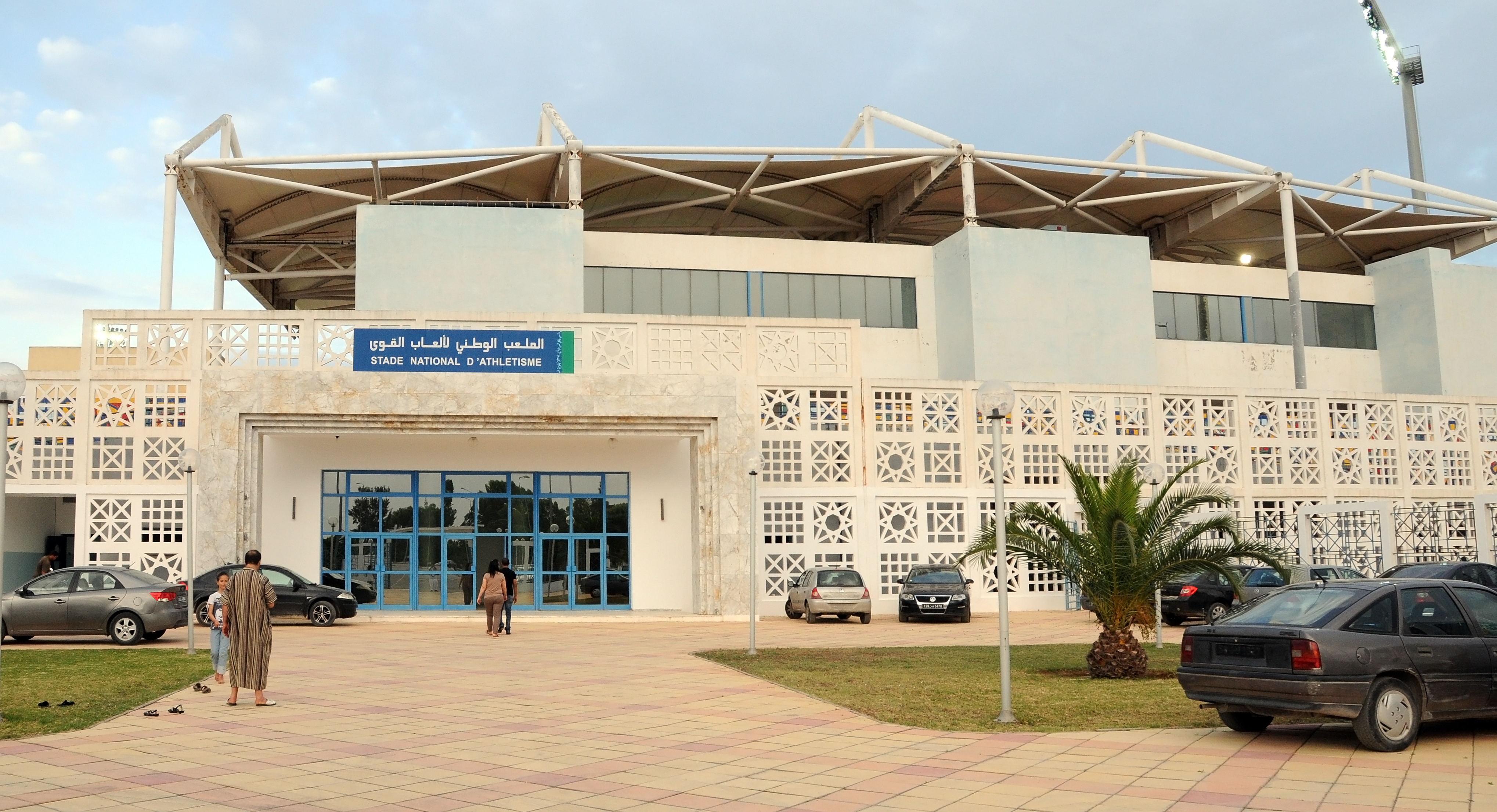
منظر خارجي للملعب

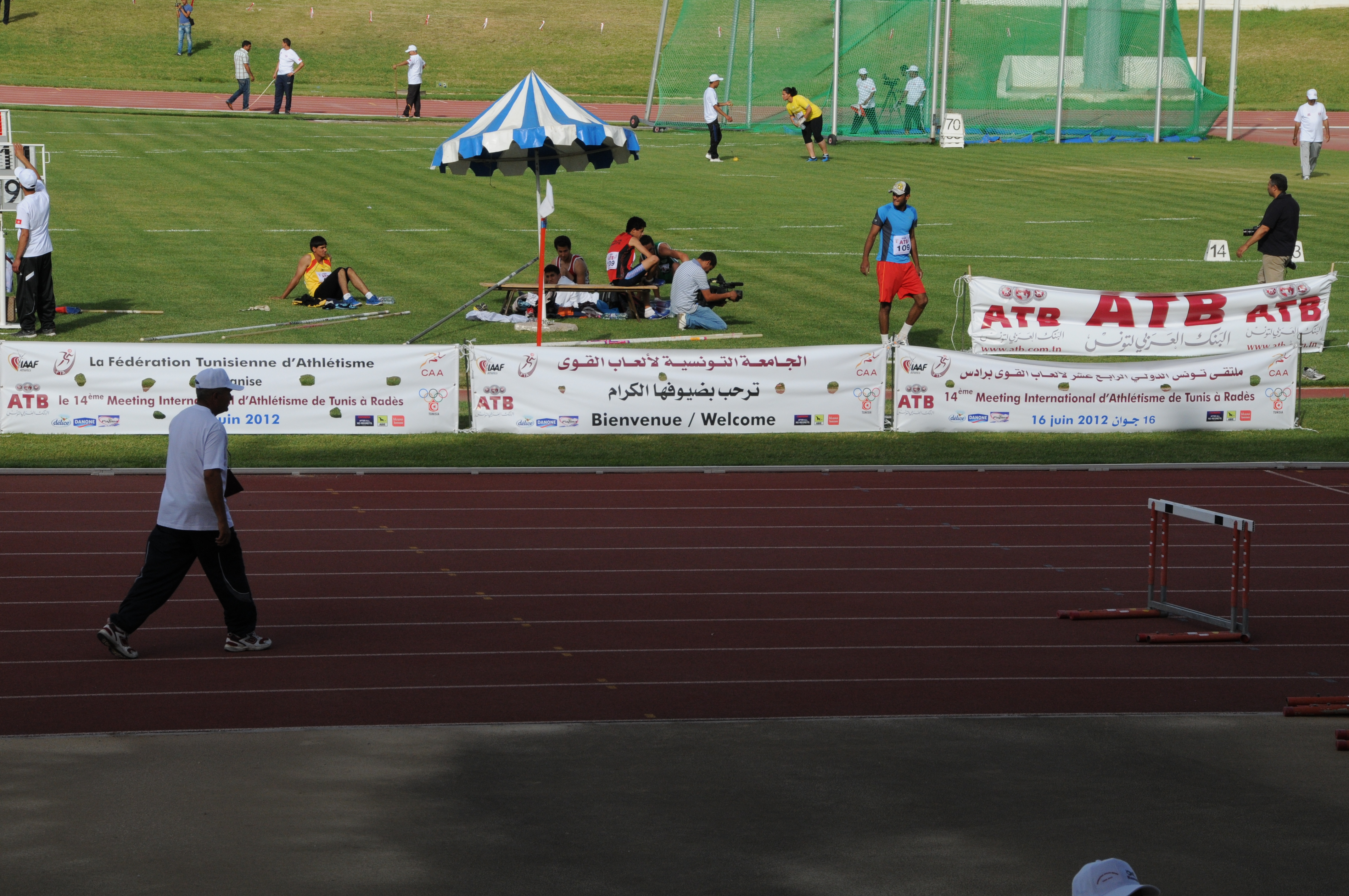
منظر داخلي للملعب

الملعب الوطني لألعاب القوى هو ملعب يوجد بقلب الحي الوطني الرياضي برادس استضاف العديد من المسابقات الإقليمية والقارية كدورة ألعاب المتوسط 2001 البطولة العربية لألعاب القوى والعديد من دورات الألعاب الأفريقية هو أيضا مركز تدريب منتخب تونس لكرة القدم والعشرات من الأولمبيين التونسيين الذي تكونوا على أرضية ميدانه به مدرجات تتسع لنحو 5000 متفرج.

### المسبح الأولمبي برادس
المسبح الأولمبي برادس (بالفرنسية:picine olympique de rades) هو مسبح أولمبي متعدد ورياضي تم إنشائه سنة 2001 لإستضافة دورة ألعاب البحر الأبيض المتوسط 2001 يقع أمام الملعب الأولمبي برادس يوجد مسبح مغطى وآخر غير مغطى.
| المنشـآت                                 | المســاحة | عدد المقــاعد | تاريخ التدشين |
| ---------------------------------------- | --------- | ------------- | ------------- |
| - مسبح (25 x 50م) مغطى - مسبح (25 x 50م) | 2هــ      | 600 600       | جويلية 2001   |

- الوضعية: في طور الإستغلال
- الطول:	50 م
- العرض: 25 م
- عدد الأروقة: 10
- وجود حوض صغير: الطول 25 م والعرض 15 م
- حالة المسبح:	حسنة
- توفر المدارج: طاقة إستيعابها 600
- توفر الإنارة
- توفر سبورة إلكترونية

### الملاعب الفرعية
هي 3 ميادين كرة قدم واحد معشب واثنان بعشب صناعي تحتضن تدريبات كل من منتخب تونس لكرة القدم والنادي الإفريقي
المكونات
- الاختصاص: كرة قدم
- نوعية الأرضية: عشب طبيعي
- حالة الأرضية: حسنة
- لا توفر المدارج
- توفر الإنارة: للتمارين
- وجود سياج داخلي
- وجود مضمار لألعاب القوى: اصطناعي